# 邁利斯塔島
邁利斯塔島是蘇格蘭的島嶼，位於劉易斯島以西的大西洋海域，屬於外赫布里底群島的一部分，面積1.24平方公里，最高點海拔高度77米，島上無人居住。